# Dedino
Dedino (macedónul: Дедино) település Észak-Macedóniában, a Délkeleti körzetben, a Koncsei járásban.

## Népesség
| Lakosok száma | 606  | 702  | 675  | 762  | 814  | 778  | 779  | 716  | 498  |
|               | 1948 | 1953 | 1961 | 1971 | 1981 | 1991 | 1994 | 2002 | 2021 |

- 2002-ben 716 lakosa volt, akik mindannyian macedónok.